# Acholeplasma cavigenitalium
Acholeplasma cavigenitalium è una specie di batterio appartenente alla famiglia delle Acholeplasmataceae.